# Brillantkrezilkék
A brillantkrezilkék festékanyag, melyet orvosi laboratóriumokban retikulociták (nem teljesen érett vörösvértest előalakok) megfestésére, illetve trichomonass kimutatására használnak mikroszkópos vizsgálat során.